# Tomaspis handlirschi
Tomaspis handlirschi is een halfvleugelig insect uit de familie schuimcicaden (Cercopidae). De wetenschappelijke naam van deze soort is voor het eerst geldig gepubliceerd in 1897 door Fowler.